# Biserica de lemn din Câmpani de Pomezeu

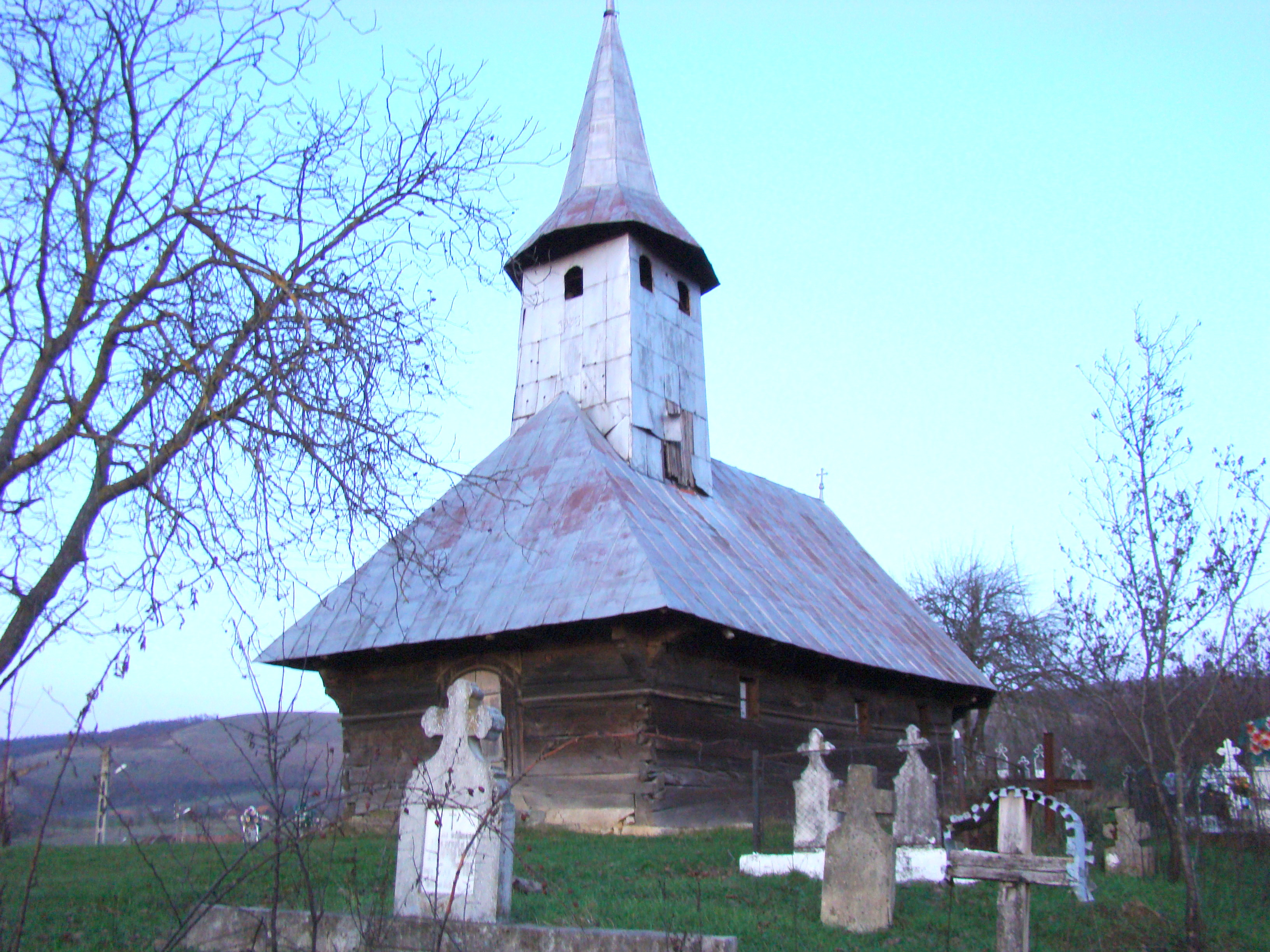
Biserica de lemn „Sfinții Arhangheli Mihail și Gavriil” din Câmpani de Pomezeu, comuna Pomezeu, județul Bihor, foto: noiembrie 2009.

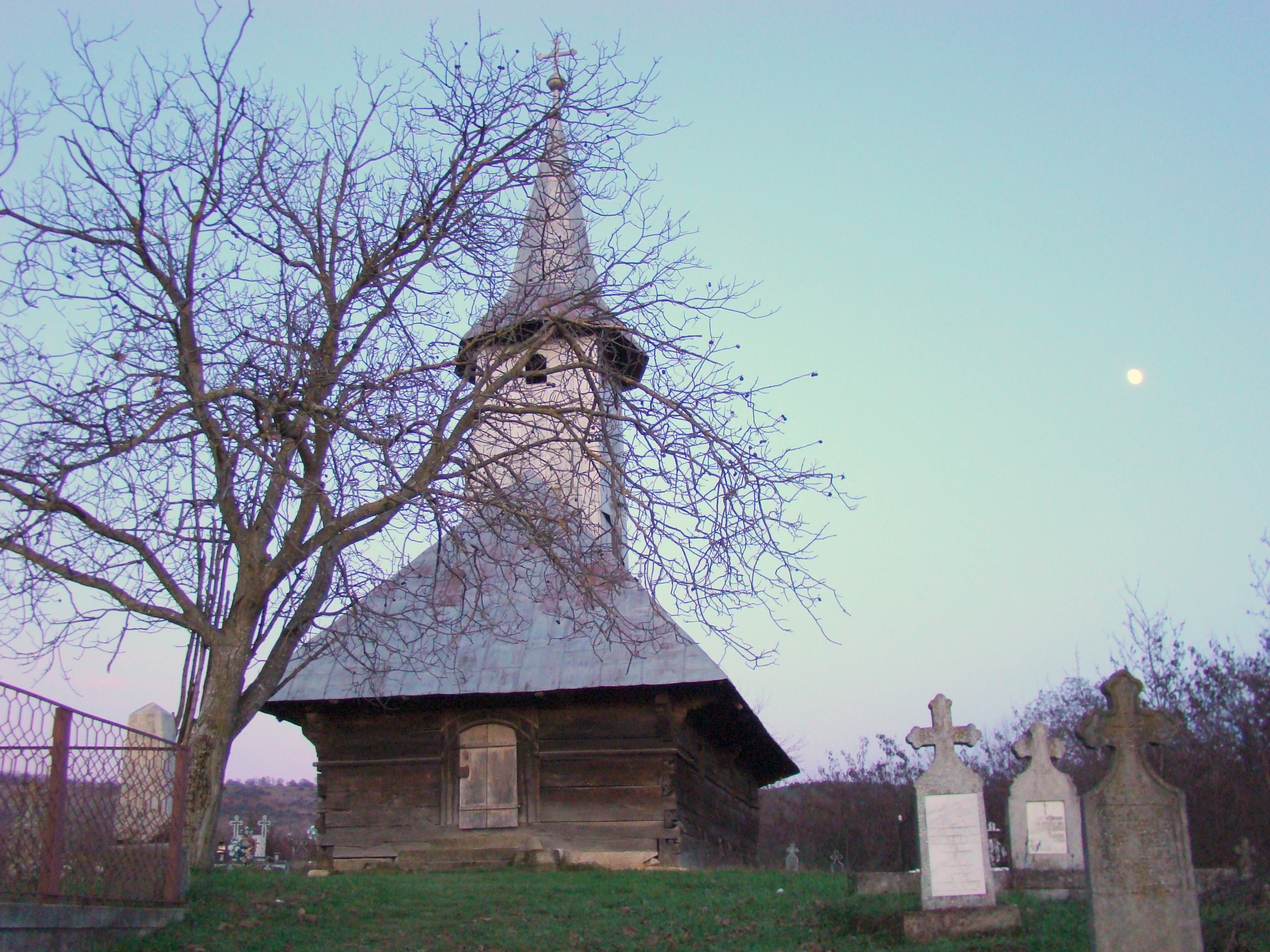
Biserica de lemn „Sfinții Arhangheli Mihail și Gavriil” din Câmpani de Pomezeu, comuna Pomezeu, județul Bihor, foto: noiembrie 2009.

Biserica de lemn din Câmpani de Pomezeu, comuna Pomezeu, județul Bihor, datează din secolul XVIII. Are hramul „Sfinții Arhangheli Mihail și Gavril” (8 noiembrie). Biserica se află pe noua listă a monumentelor istorice sub codul LMI:  BH-II-m-A-01127.

## Istoric și trăsături
Tradiția orală spune că biserica ar fi avut o inscripție de unde rezultă că lăcașul s-ar fi construit în anul 1651. Azi, o astfel de pisanie nu se păstrează. La 1756, preot al bisericii era popa Andrei. Actuala construcție s-a ridicat în secolul XVIII, cu material dintr-o biserică mai veche. În anul 1825, locuitorii din Pomezeu arată că și ei au contribuit “la această biserică cu cărți, la clopote și ornate pe care acum locuitorii din Câmpanii de Pomezeu nu vor să le restituie”, cu toate că și cei din Pomezeu și-au construit biserica lor.

## Imagini din exterior

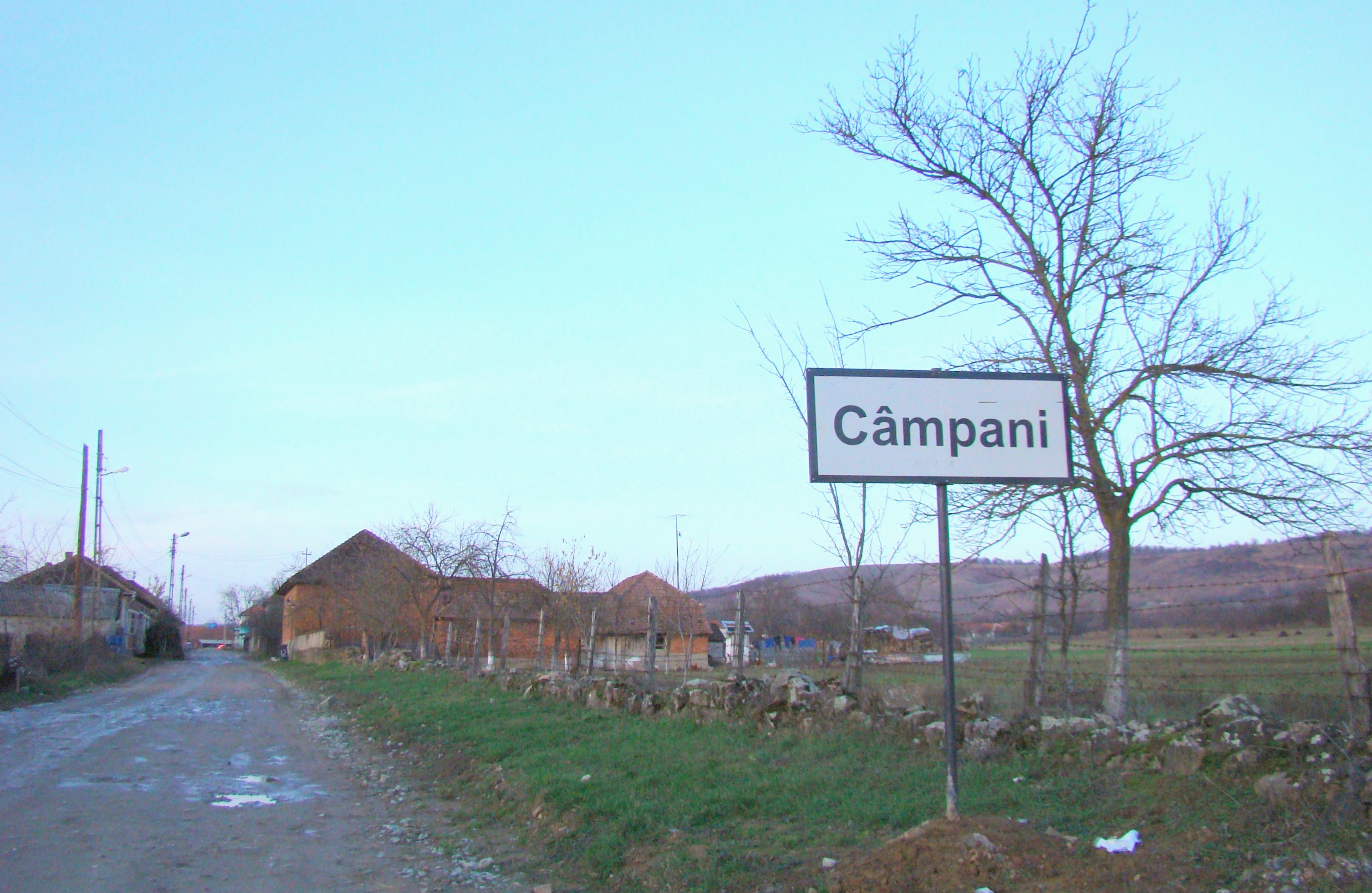
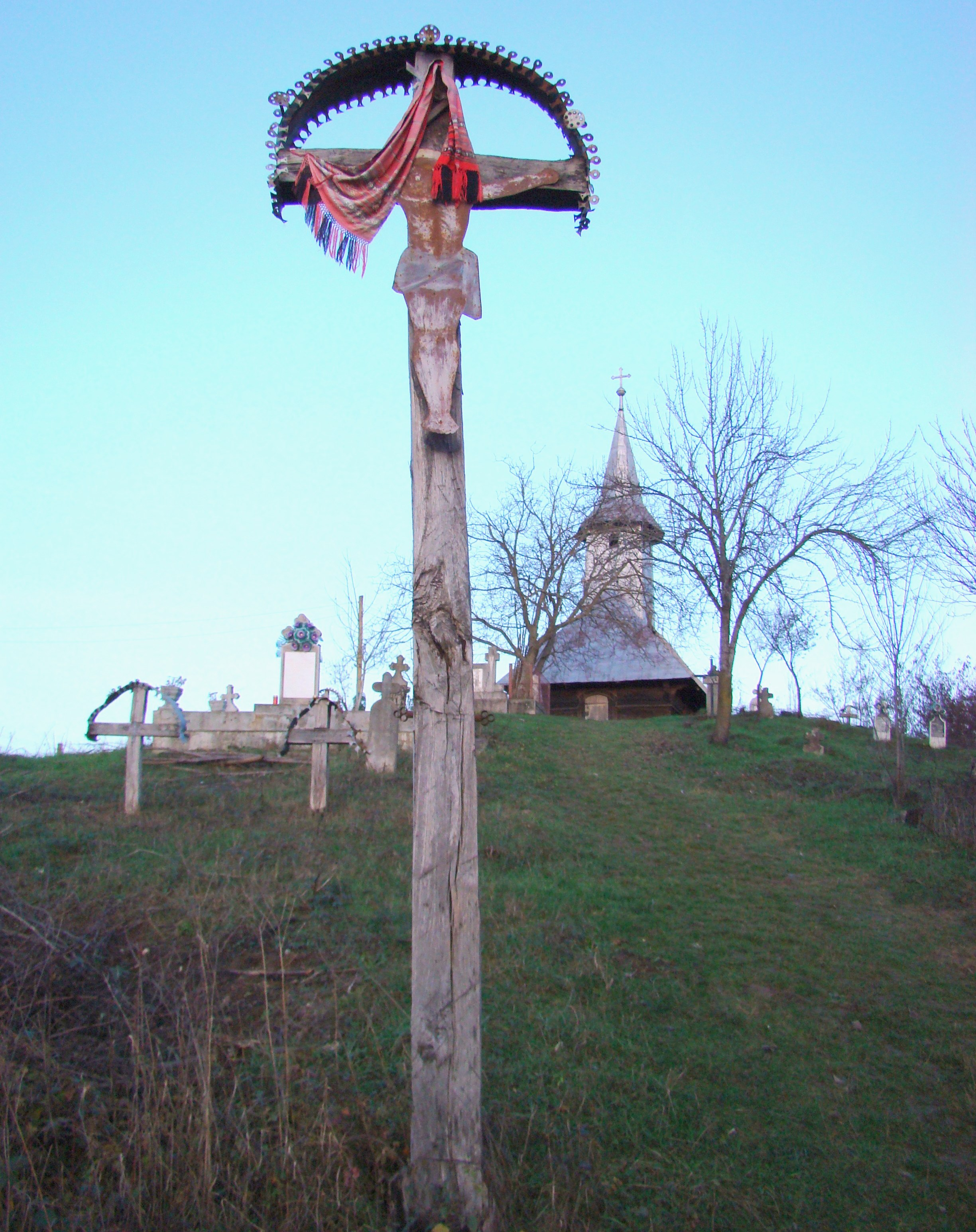
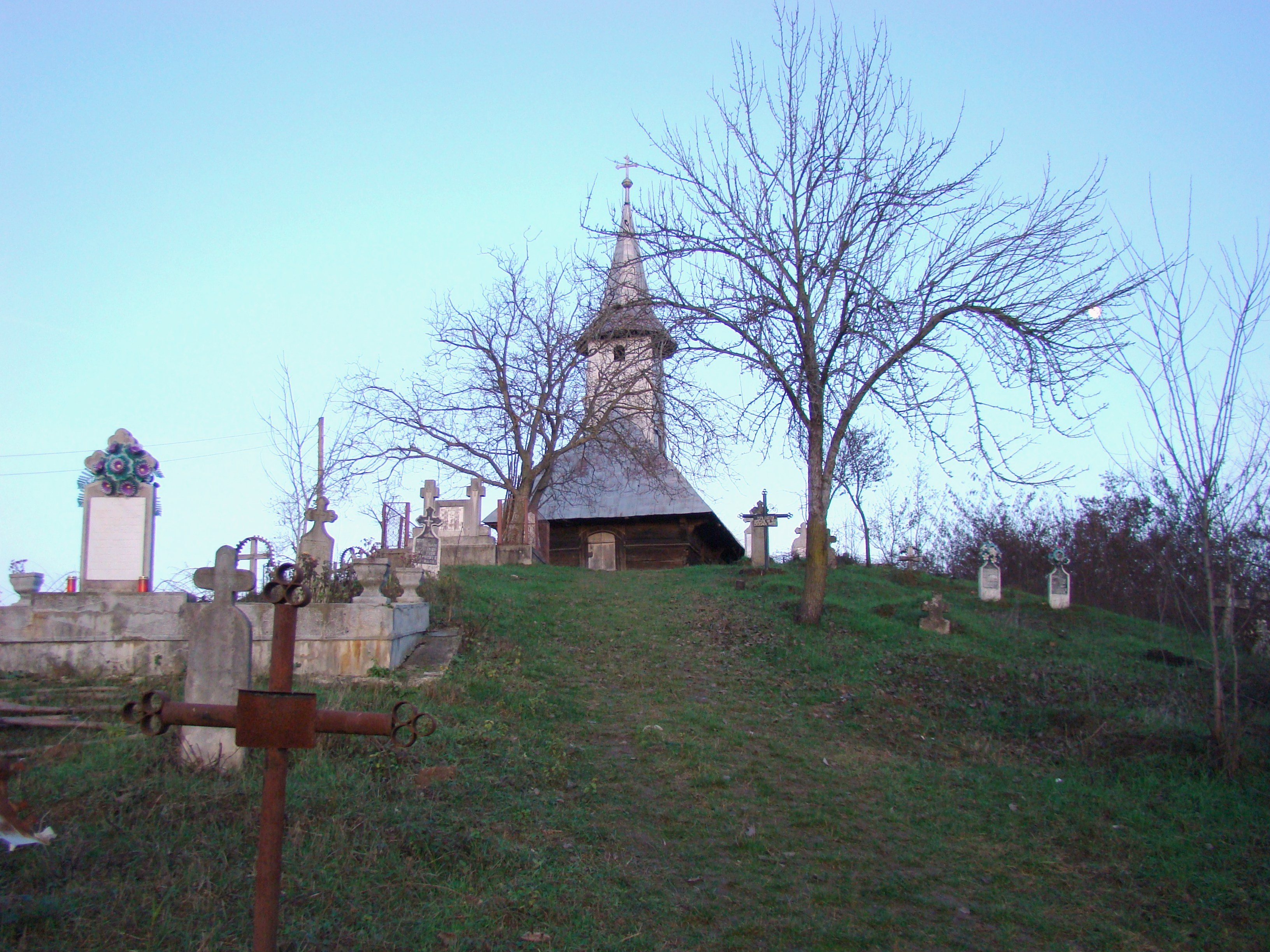
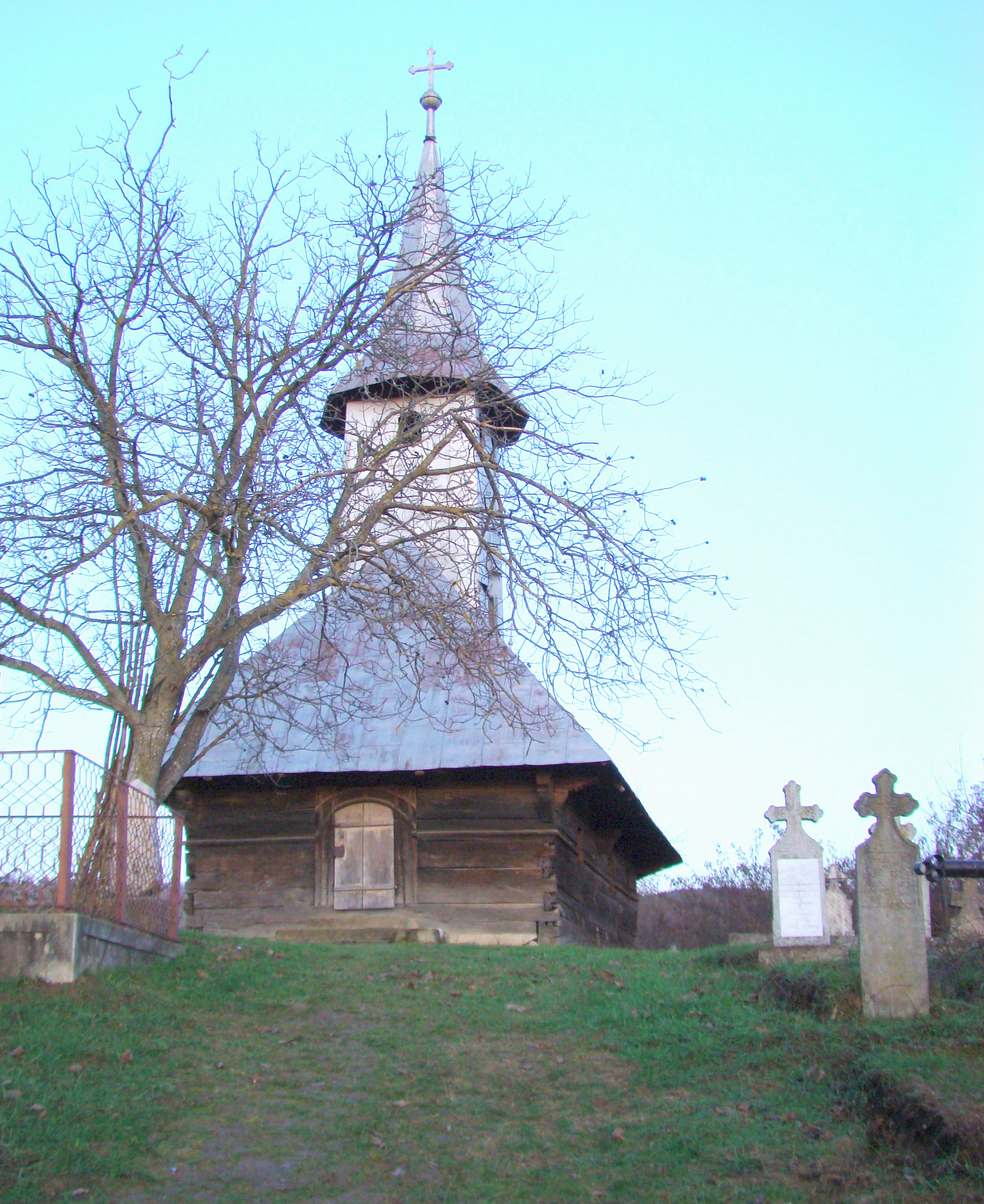
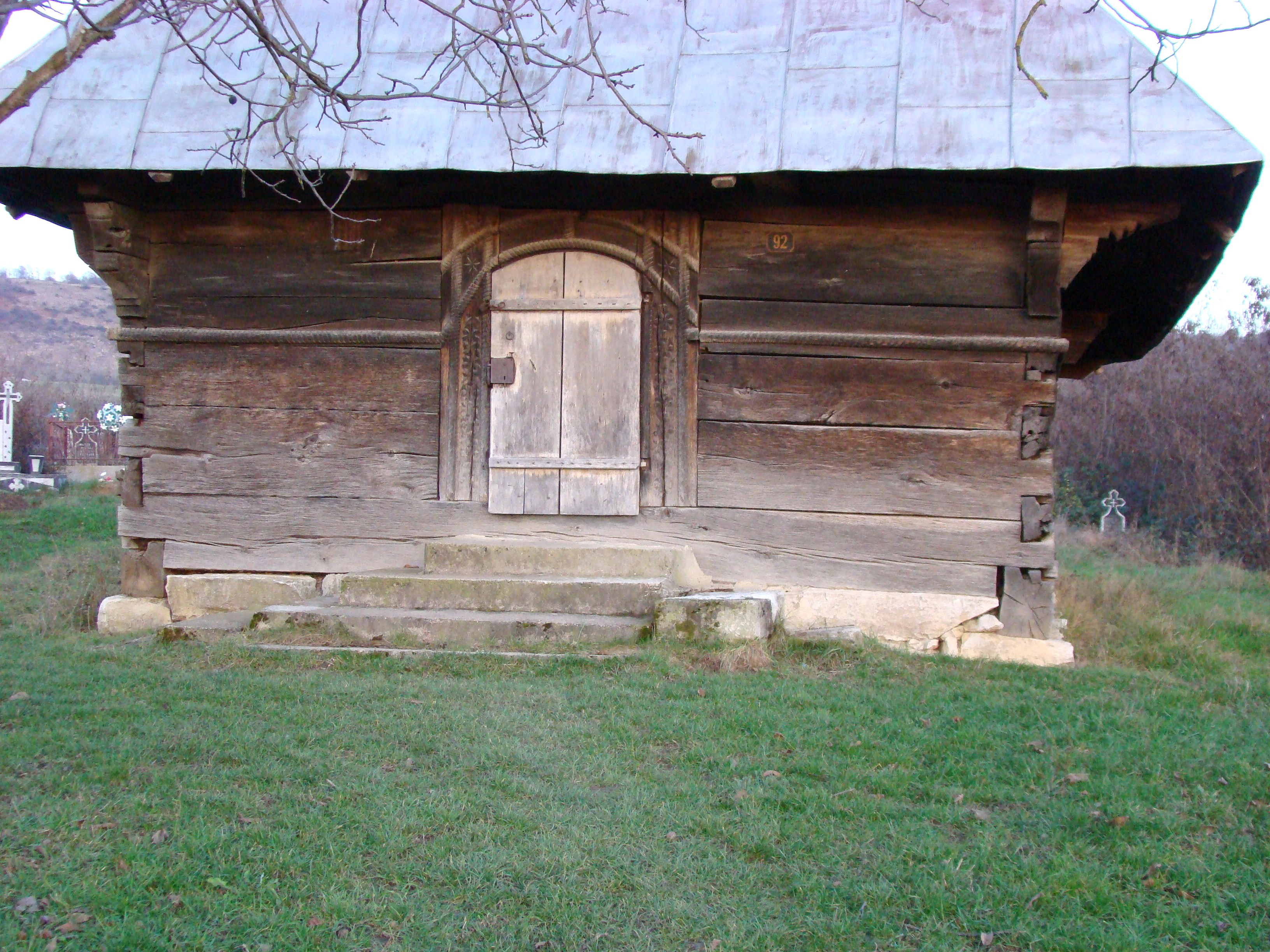
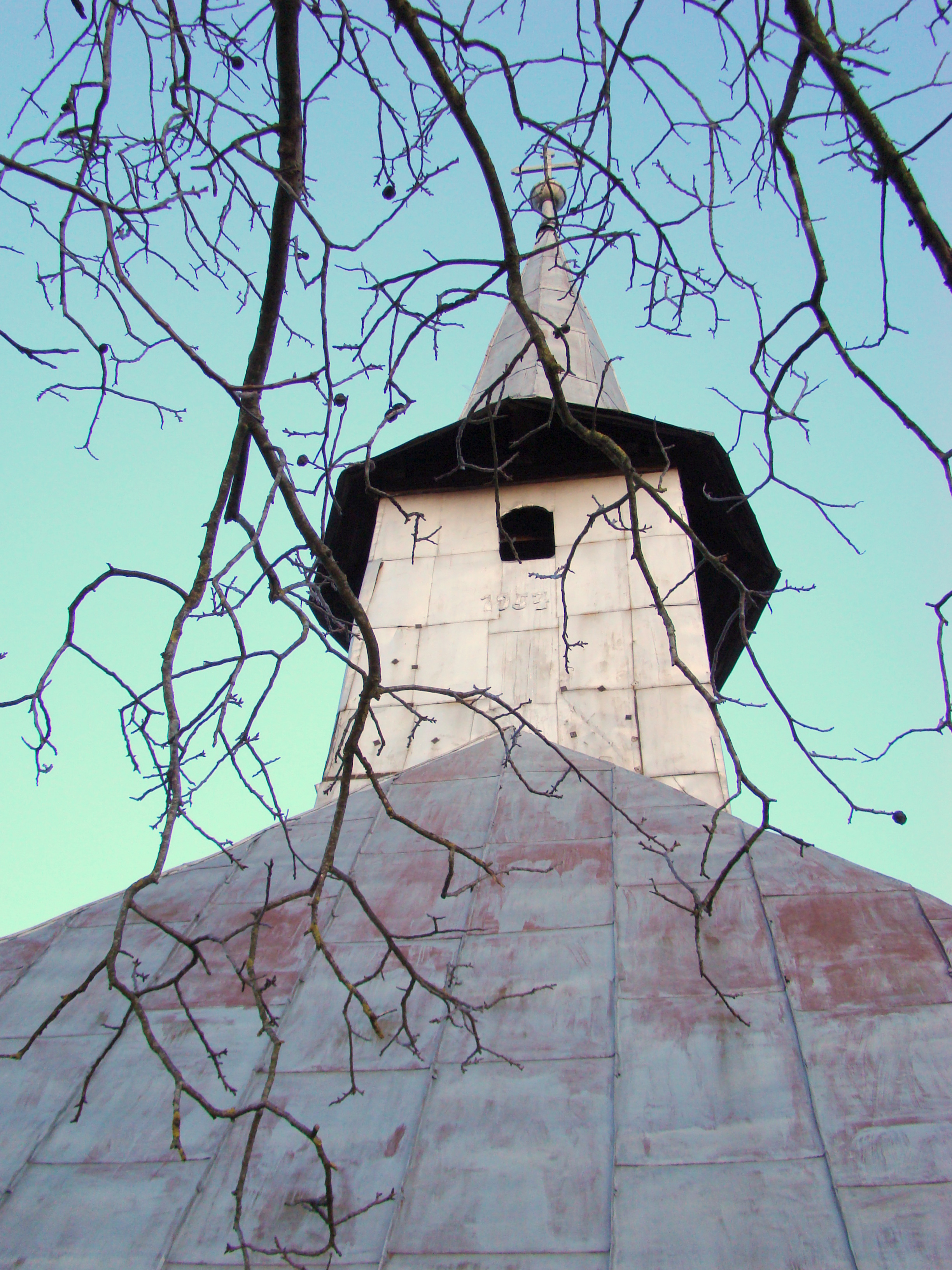
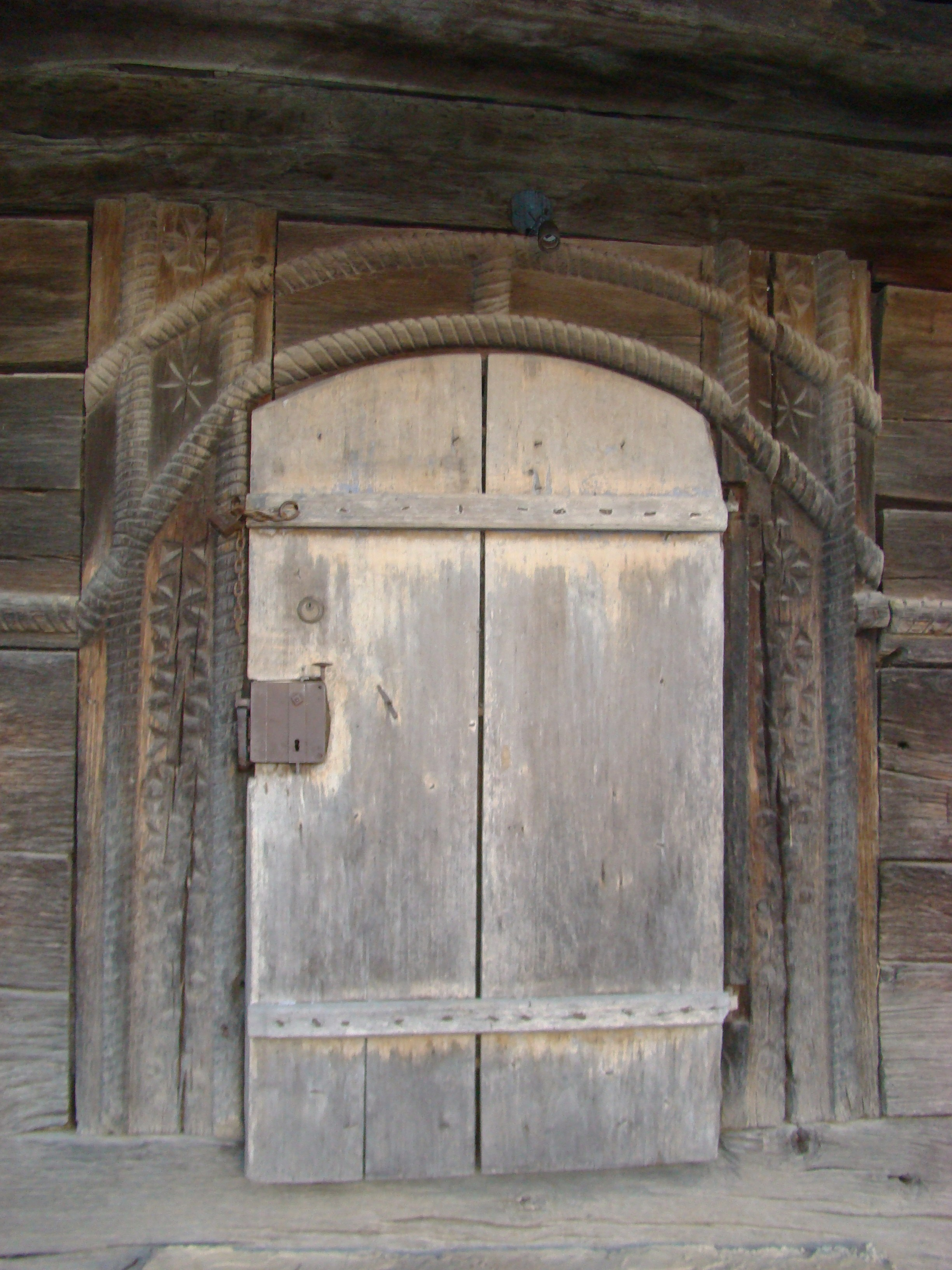
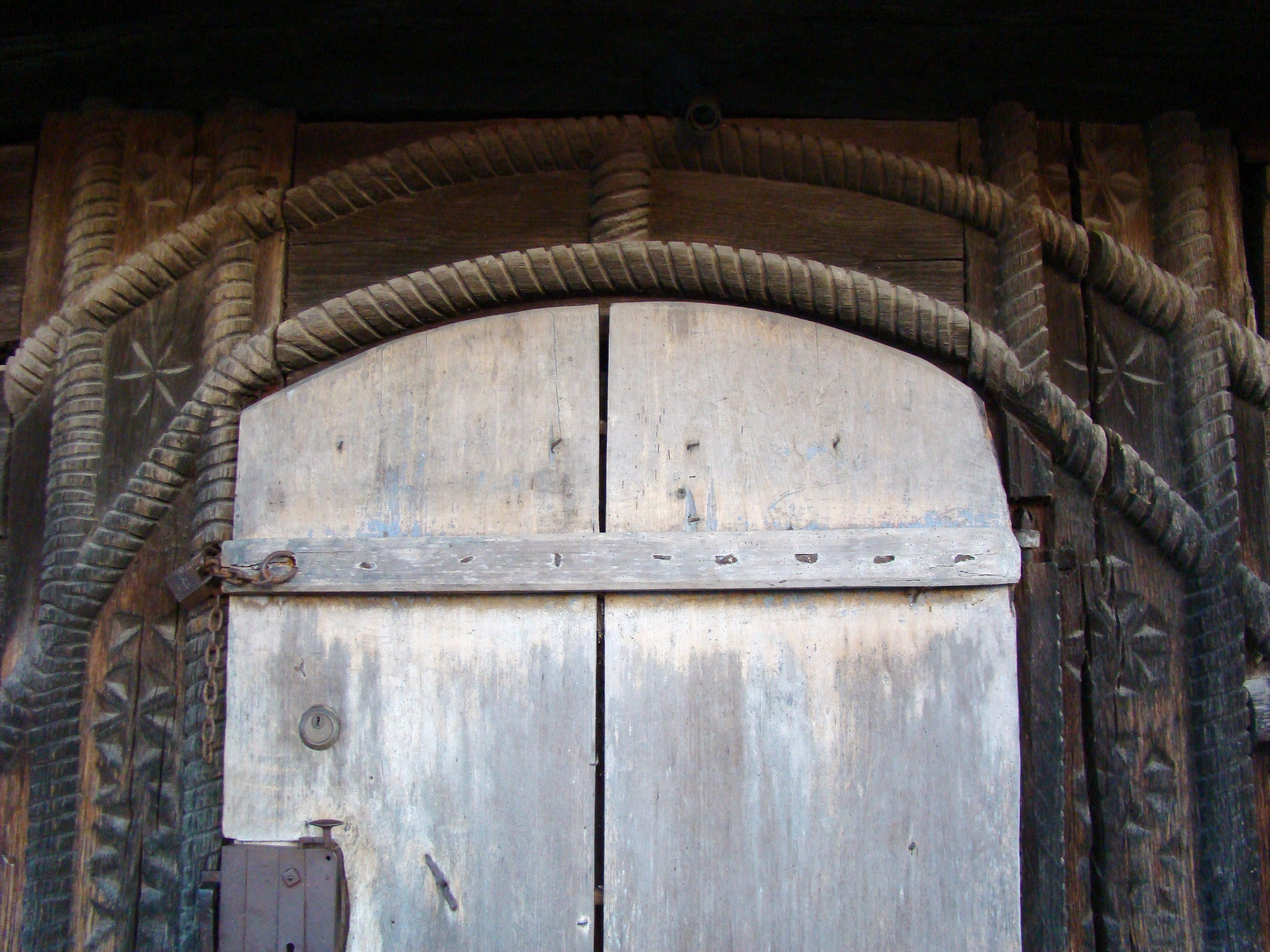
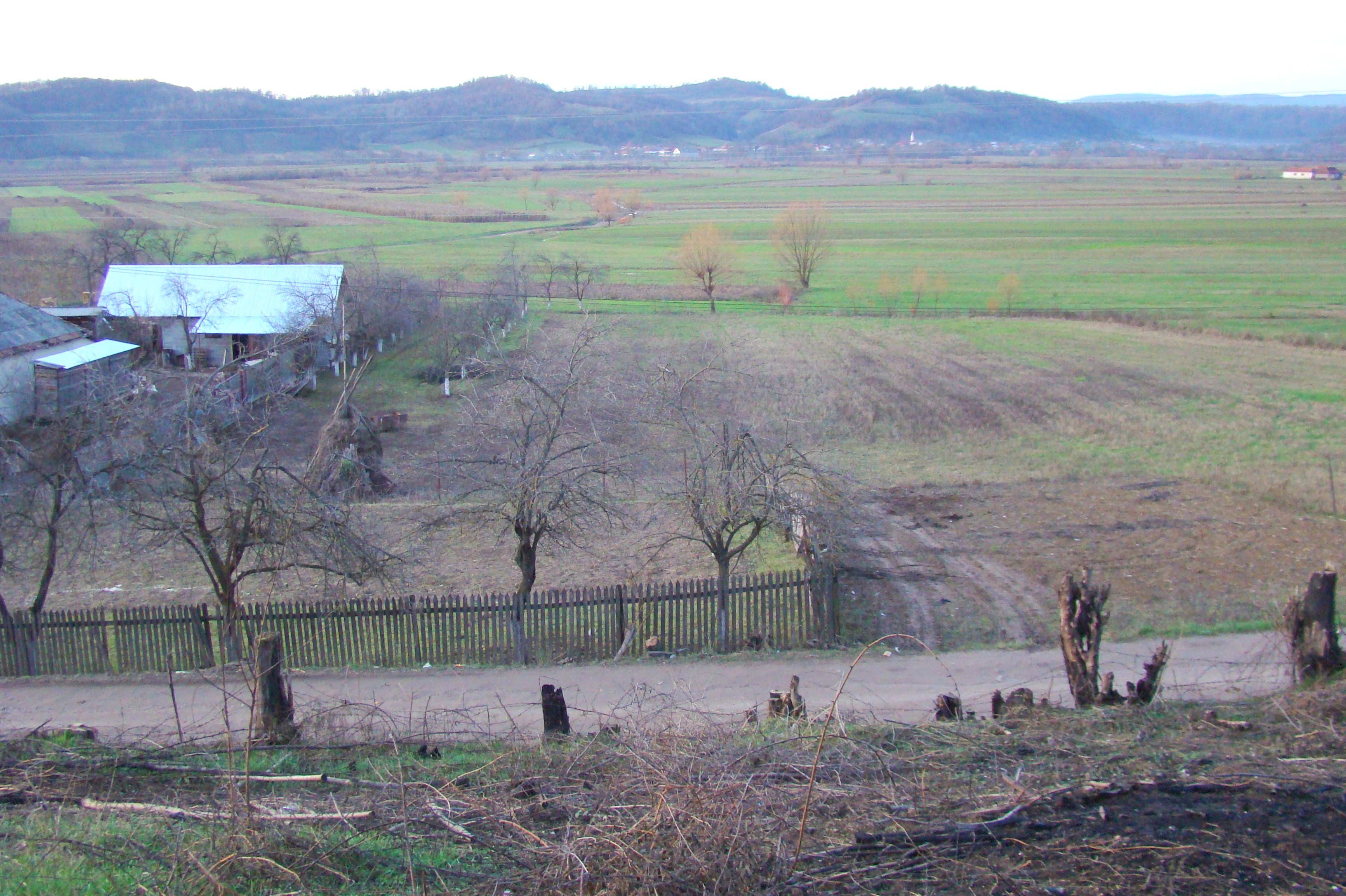
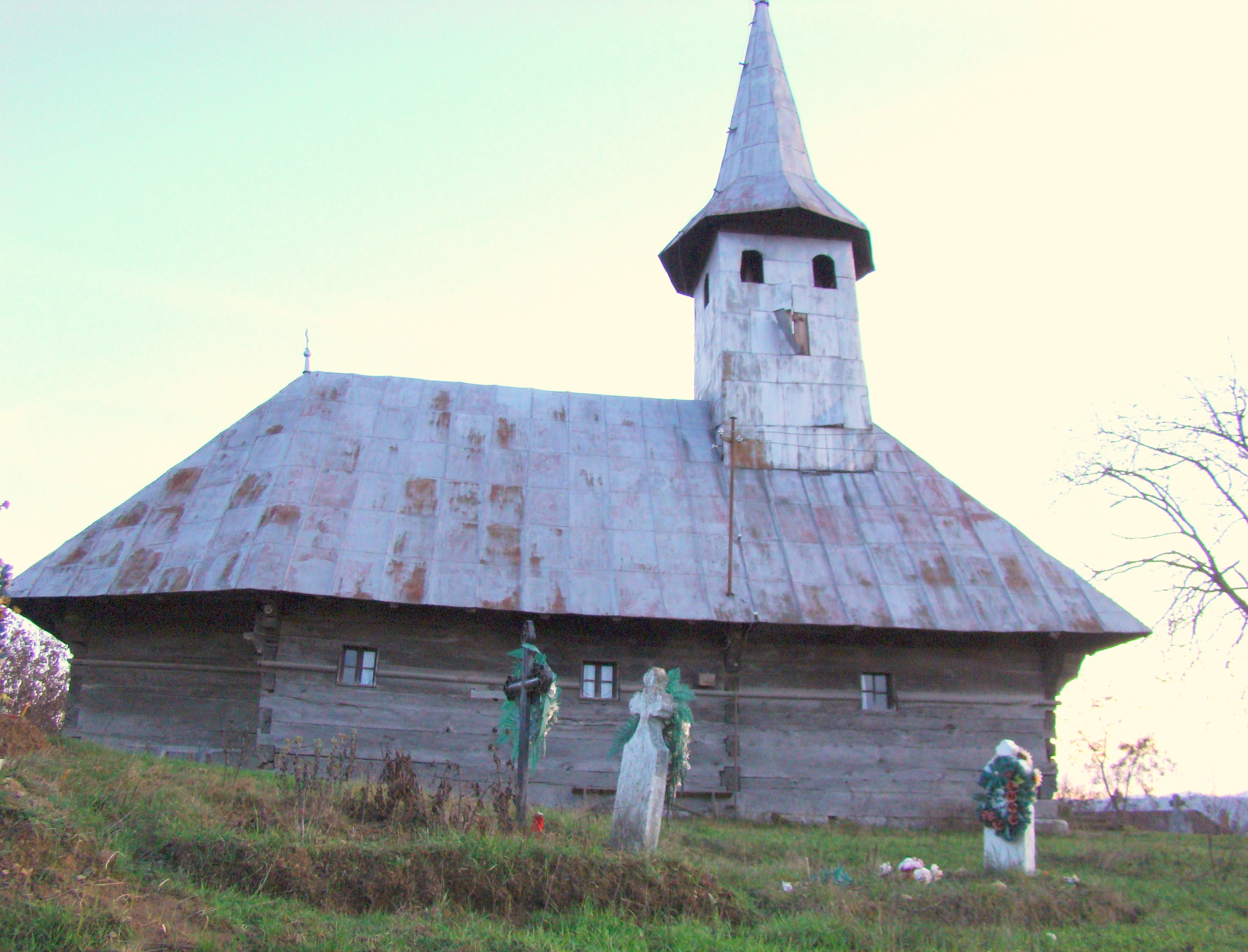
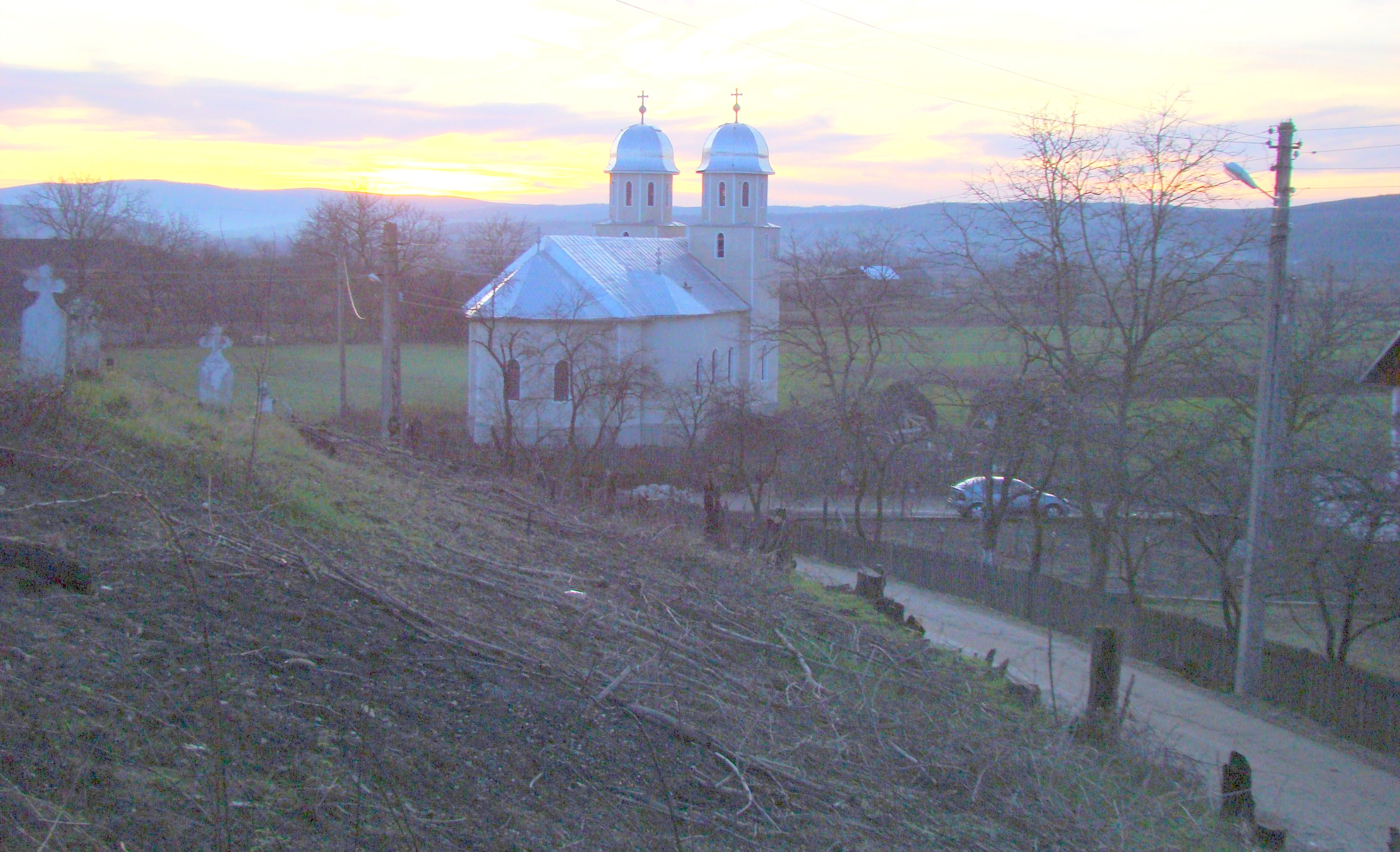
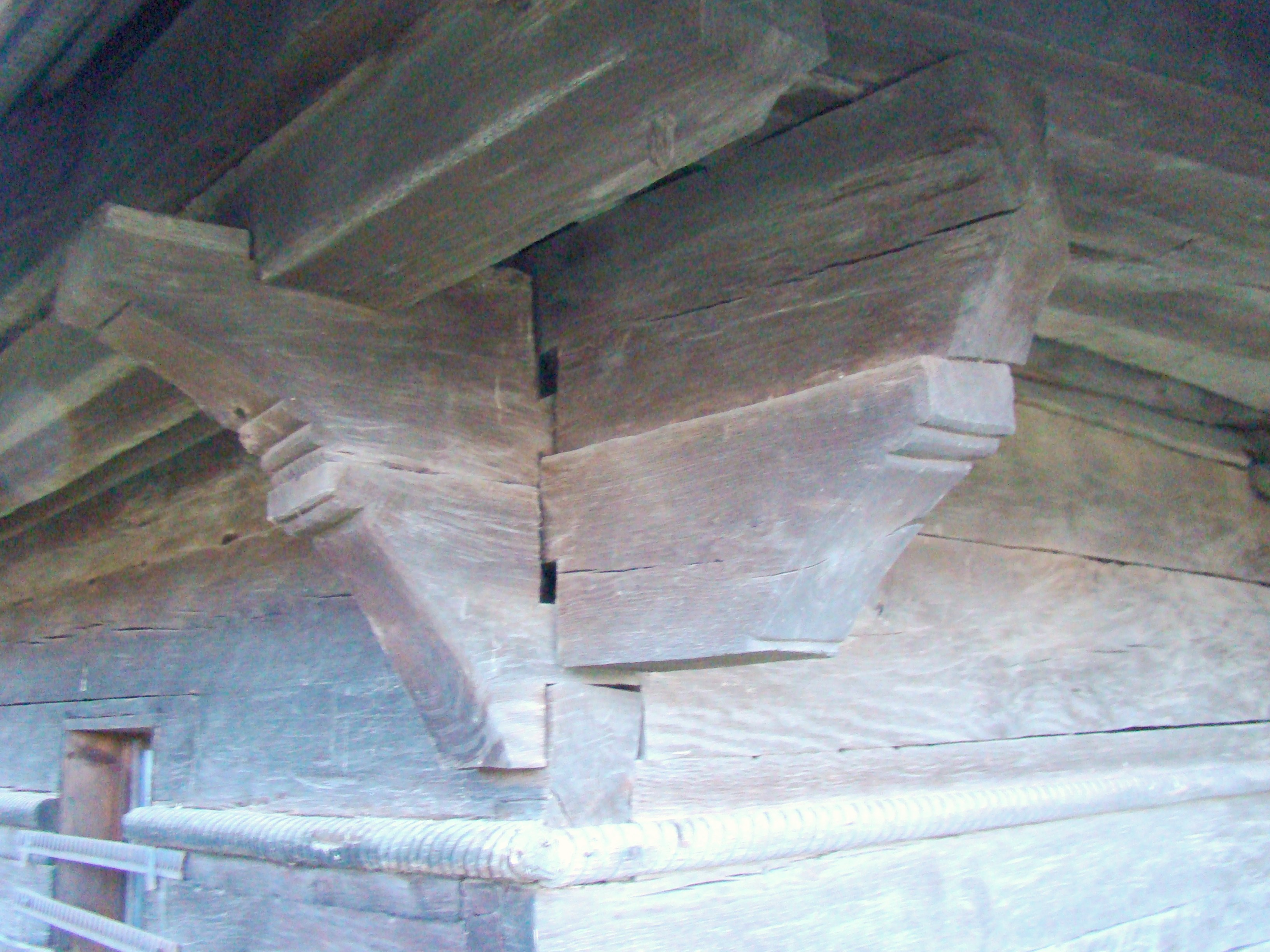
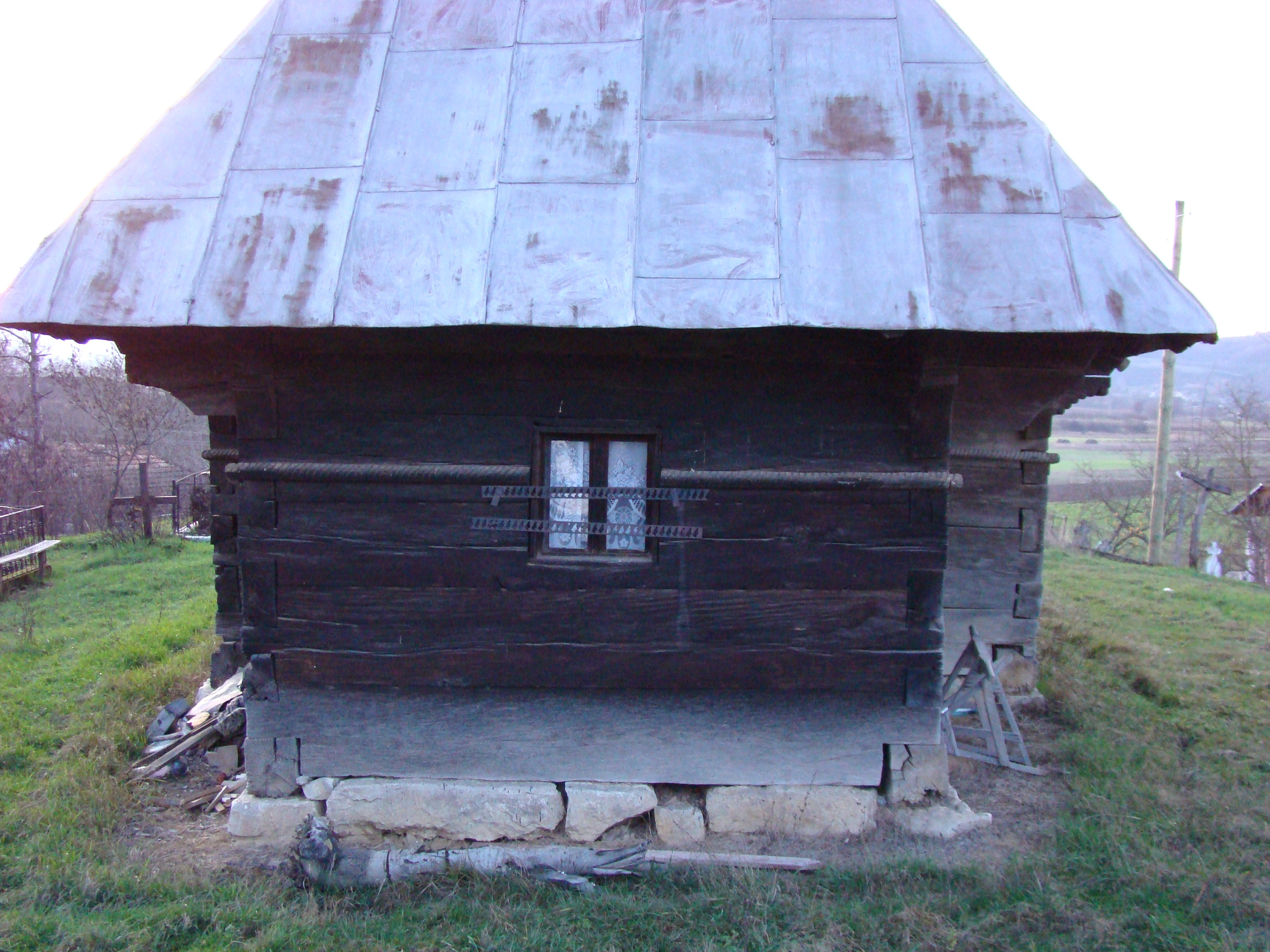
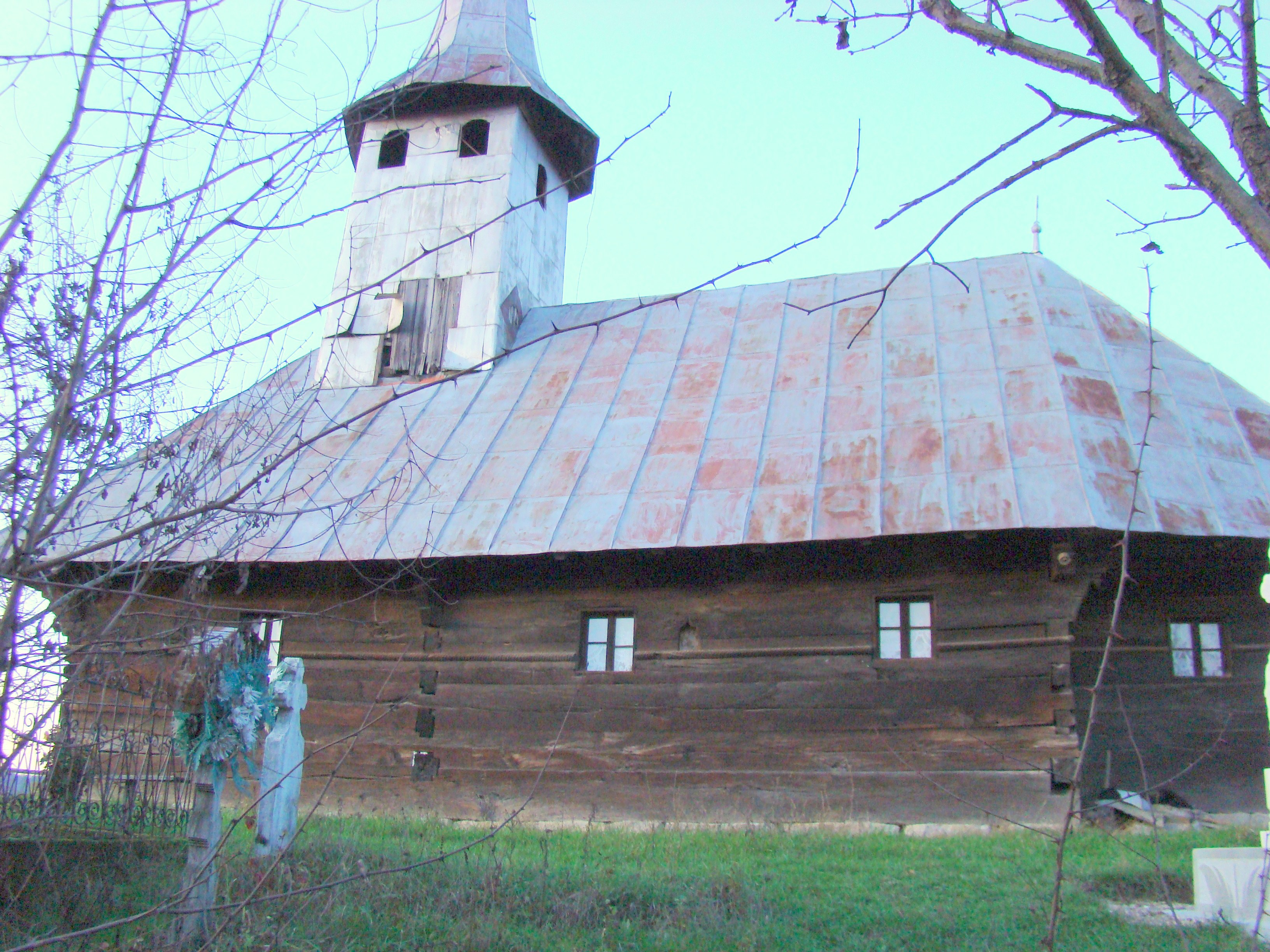
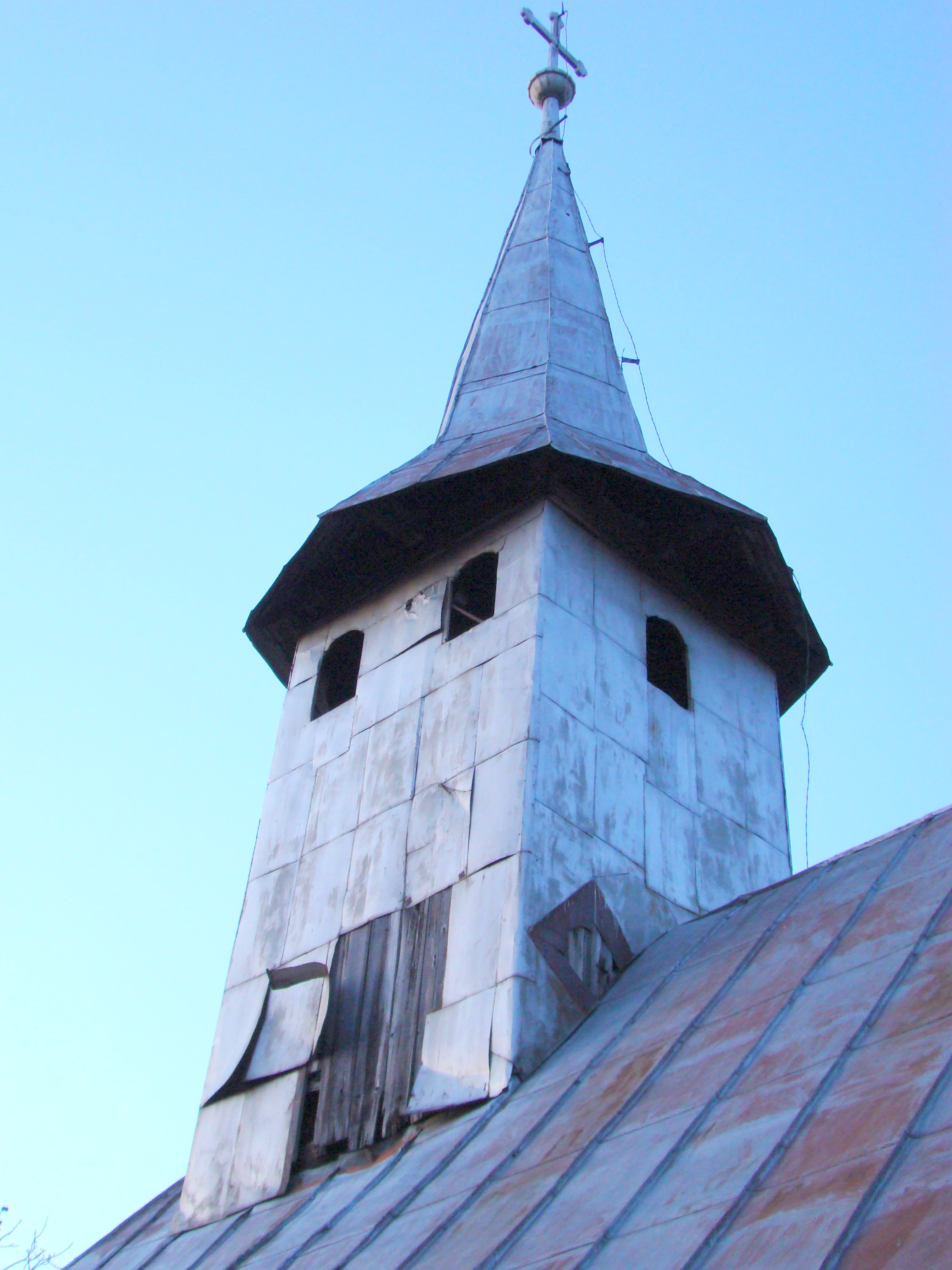
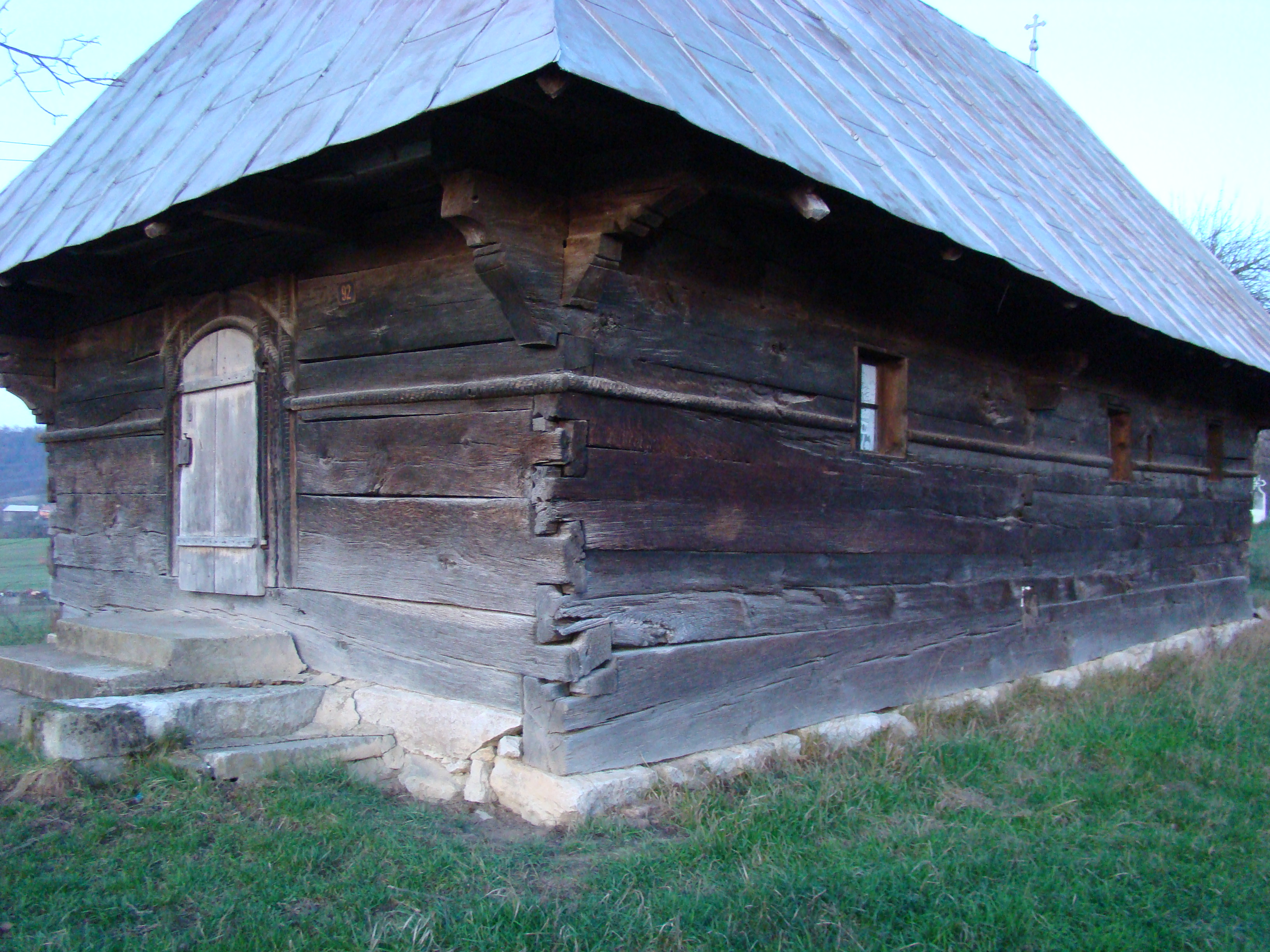
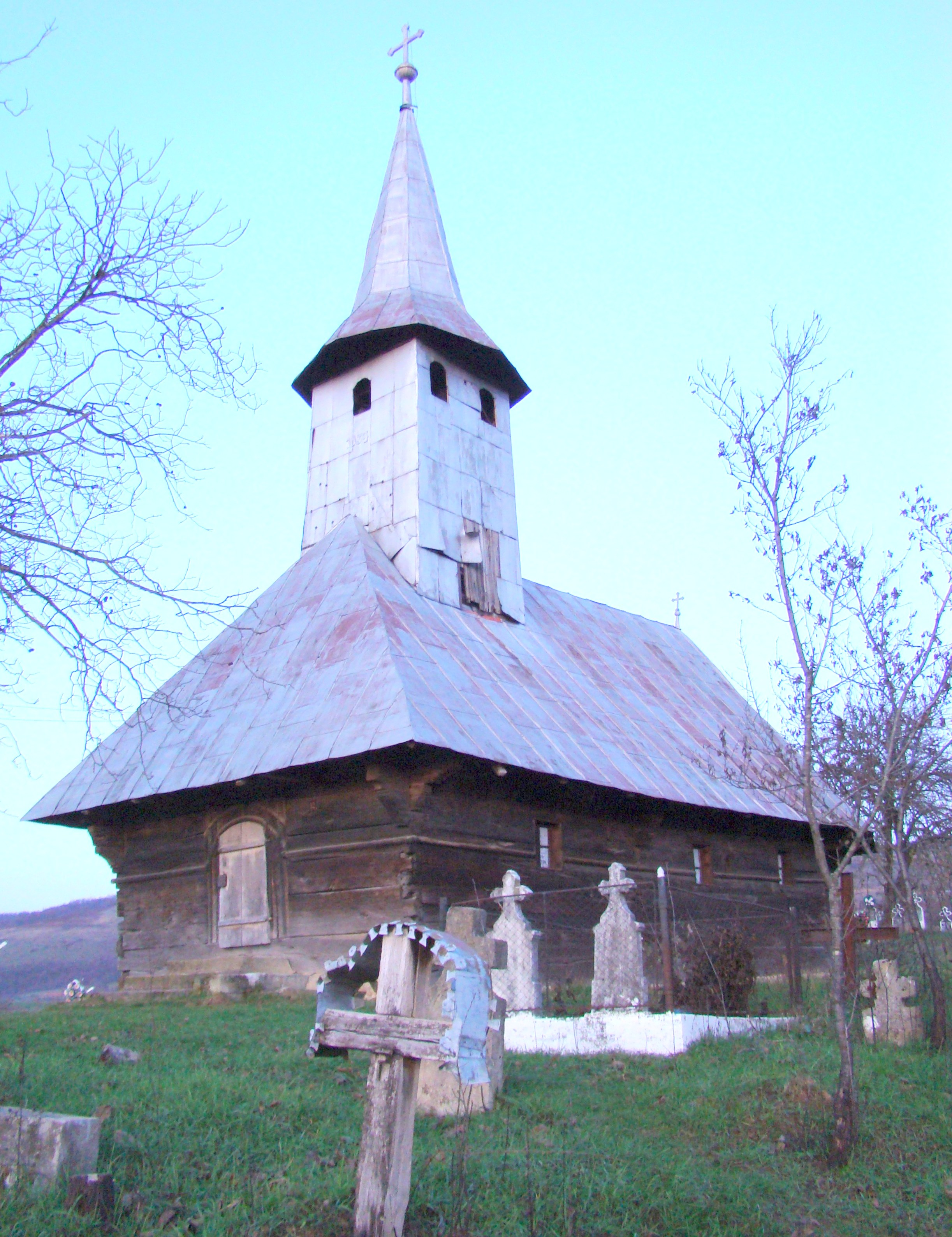
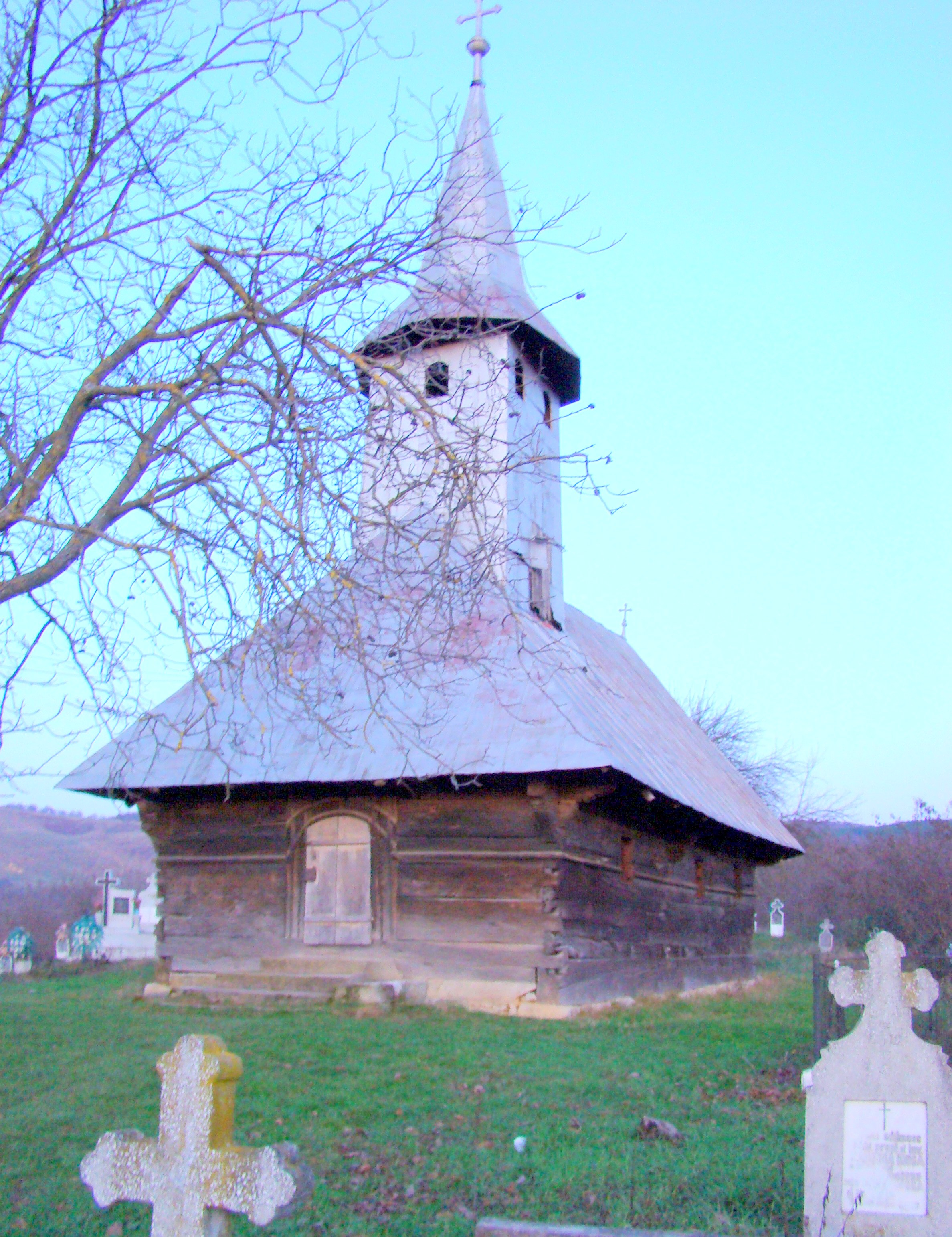
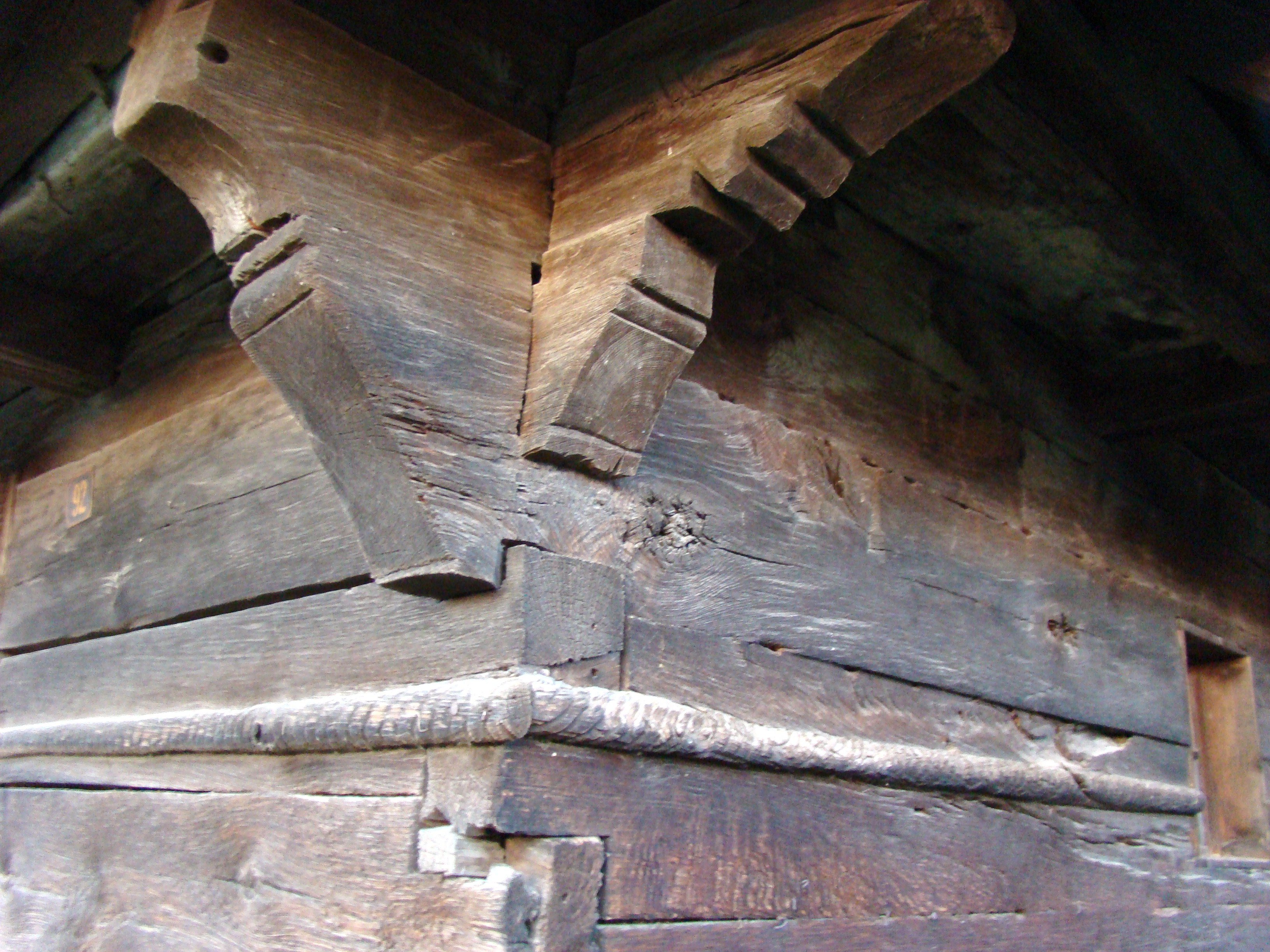
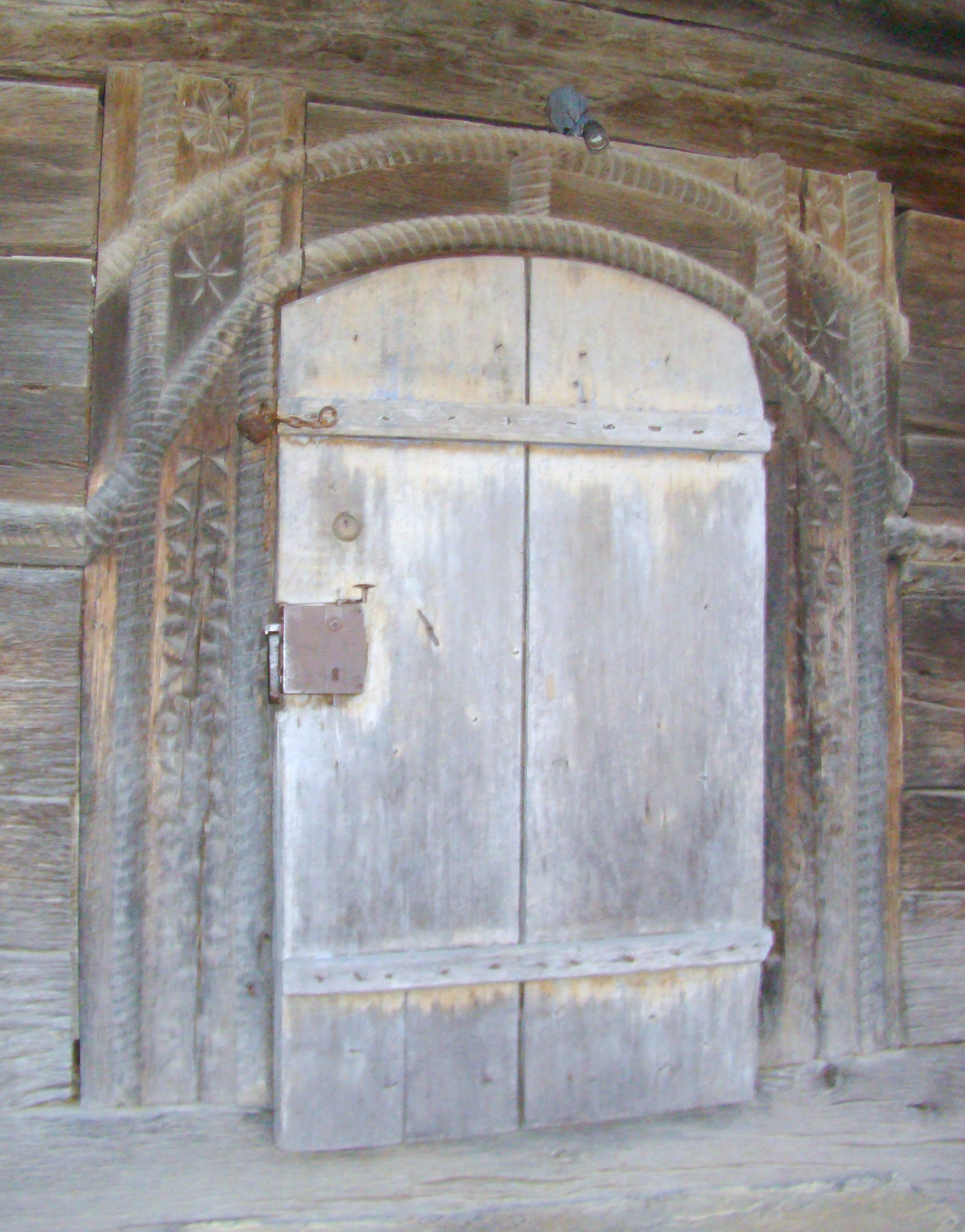
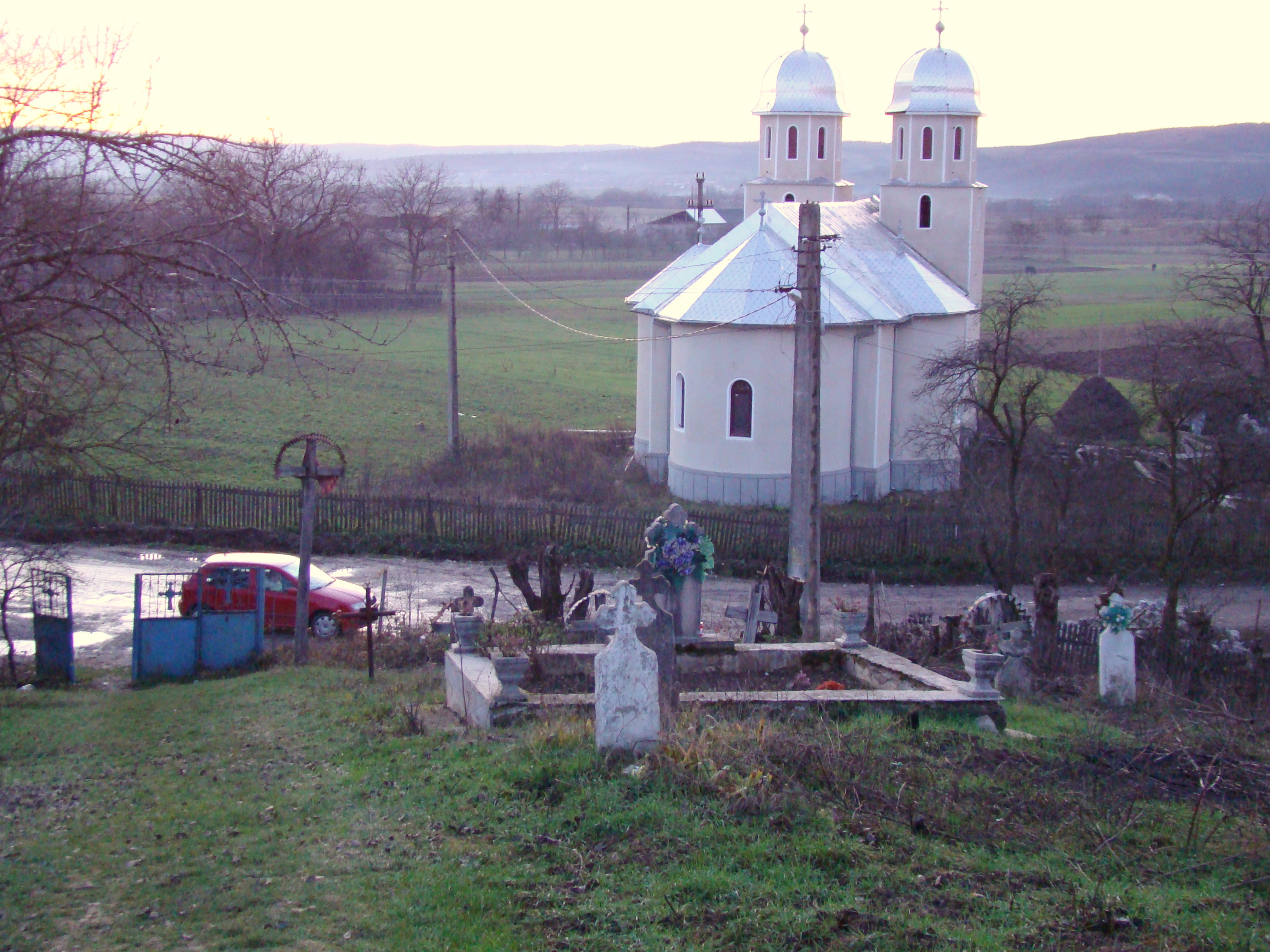
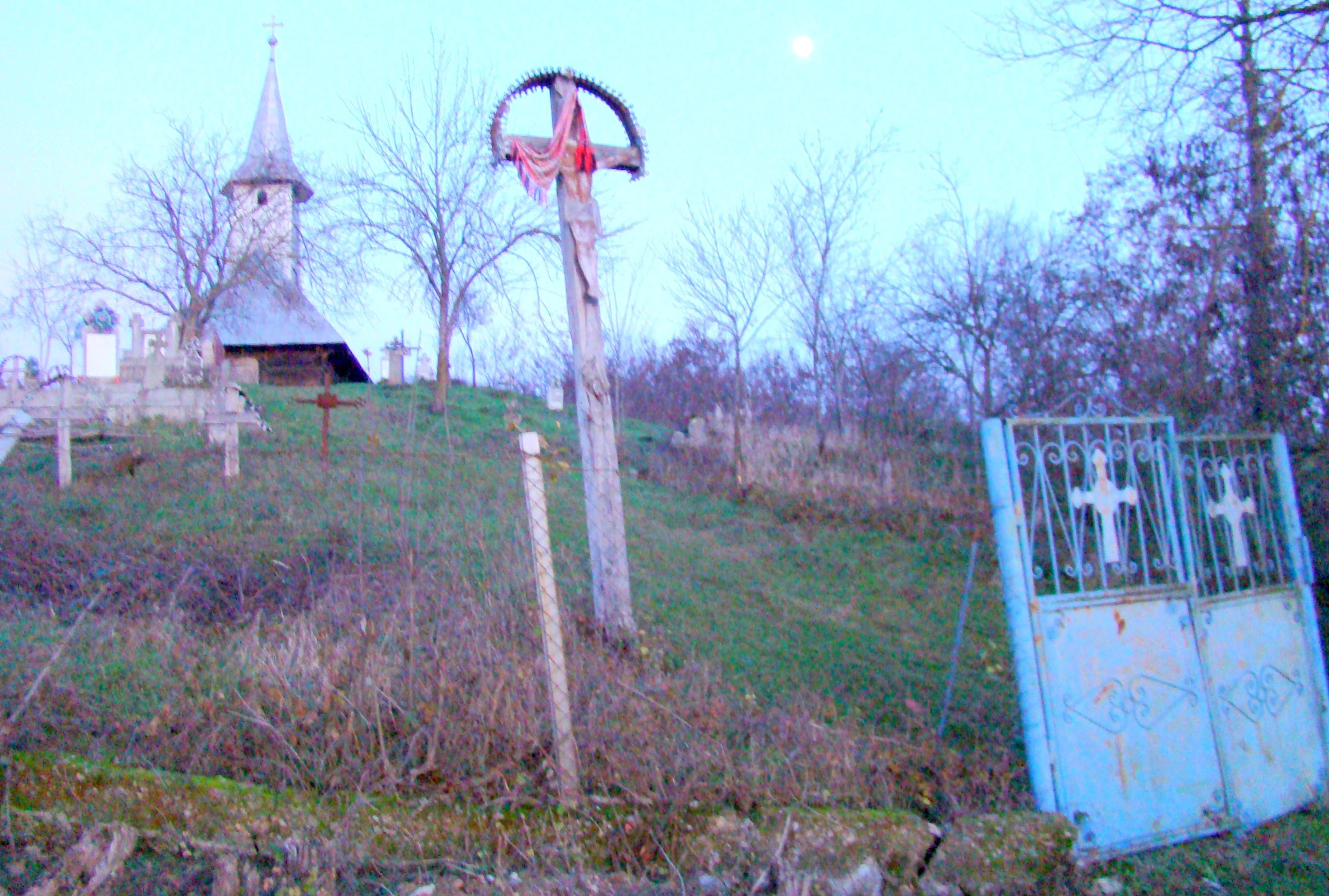
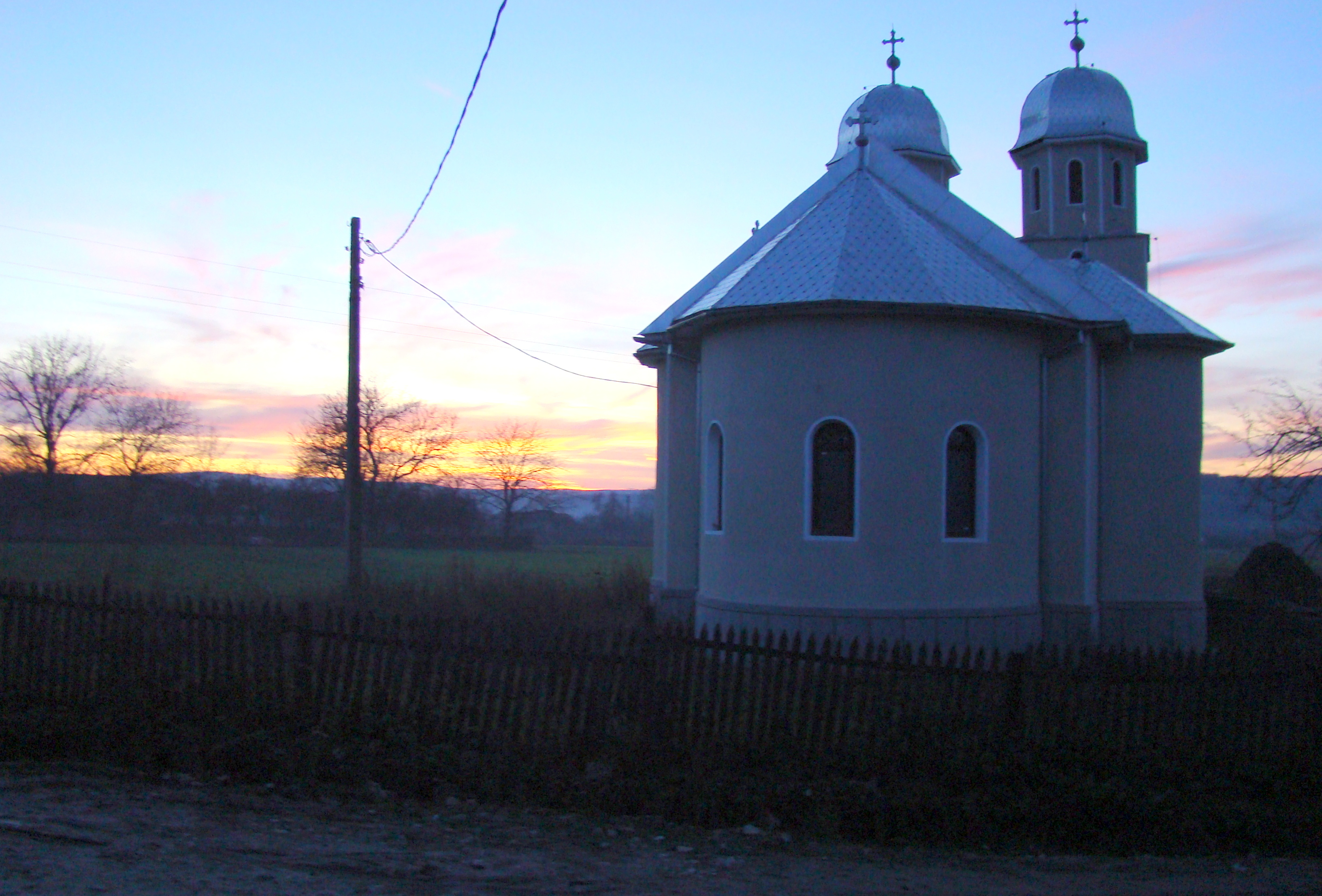